# Seventh Son
Seventh Son är en brittisk fantasy-film baserad på den första boken i Väktarserien. I huvudrollerna ser vi Jeff Bridges, Ben Barnes, Julianne Moore och Alicia Vikander. Filmen hade premiär i Frankrike den 17 december 2014. I USA är premiären den 6 februari 2015.

## Rollista (i urval)
- Ben Barnes – Thomas Ward[3]
- Jeff Bridges – John Gregory[4]
- Alicia Vikander – Alice Deane[5]
- Julianne Moore – Mother Malkin[6]
- Kit Harington – Billy Bradley[7]
- Djimon Hounsou – Radu
- Antje Traue – Bony Lizzie
- Olivia Williams – Mam

## Om filmen
Produktionen påbörjades den 19 mars 2012 i Vancouver. Filmen var från början planerad att släppas den 22 februari 2013, men flyttades fram till den 18 oktober 2013, för att ha mer tid att färdigställa post-produktionen. Den var sedan flyttad ännu en gång till 17 januari 2014, för att Legendary Pictures och Warner Bros. planerade ett samarbete med distributionen. Den 15 augusti 2013 meddelades det att Legendary hade sålt distributionsrättigheterna till Universal Studios. Premiären flyttades då slutligen till 6 februari 2015.